# AARhus
AARhus er et højhusbyggeri i bydelen Aarhus Ø. Bygningen fremstår unikt med to tårne der ådanner en kile væk fra hinanden. Østtårnet er på 21 etager og 74 m og vesttårnet 15 etager og 52,5 meter. 
Det samlede projekt er på 43.500 m². Heraf er boligdelen 25.000 m² og indeholder 250 lejligheder. Dertil er der 15.000 m² parkeringskælder og 3.500 bylivsaktiviteter som teater, badehuse, caféer og restauranter. Prisen på det samlede projekt lyder på 1 mia. kr.
Byggeriet af højhuset påbegyndtes i april 2016 og 
stod færdigt i april af 2019.  
Arkitektfirmaerne Bjarke Ingels Group (BIG) og Gehl Architects har tegnet højhuset.